# Sinker (Surfbrett)
Als Sinker bezeichnet man Windsurfbretter, die aufgrund ihres Volumens einen so geringen statischen Auftrieb erzeugen, dass das Gewicht des Windsurfers inklusive seiner Ausrüstung (Neoprenanzug, Rigg, Trapez) nicht getragen wird. Neben dem Volumen (angegeben in Litern) hat auch die Breite des Surfbretts einen gewissen Einfluss darauf, wie (schwierig) es zu fahren ist.
Reicht der Vortrieb durch die Segelkraft aus, das Surfbrett genügend zu beschleunigen, gleitet es aufgrund des dynamischen Auftriebs auf der Wasseroberfläche.
Neben Sinkern gibt es auch Semisinker (auch: Semi-Sinker).
siehe auch: Surfbrett, Windsurfen